# 1970-talet

Under 1970-talet slog miljötänkande igenom på allvar, vilket i Sverige bland annat yttrade sig i gröna vågen.

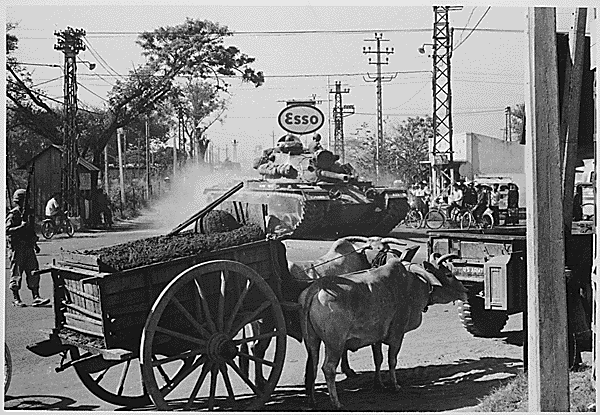
Vietnamkriget var en av de största konflikterna under kalla kriget.

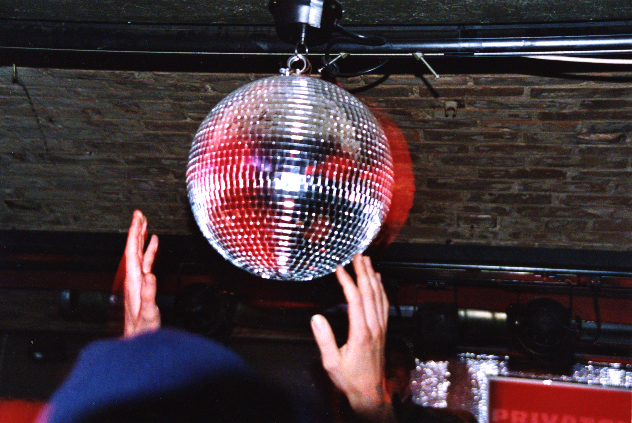
Discomusiken slog igenom vid decenniets slut.

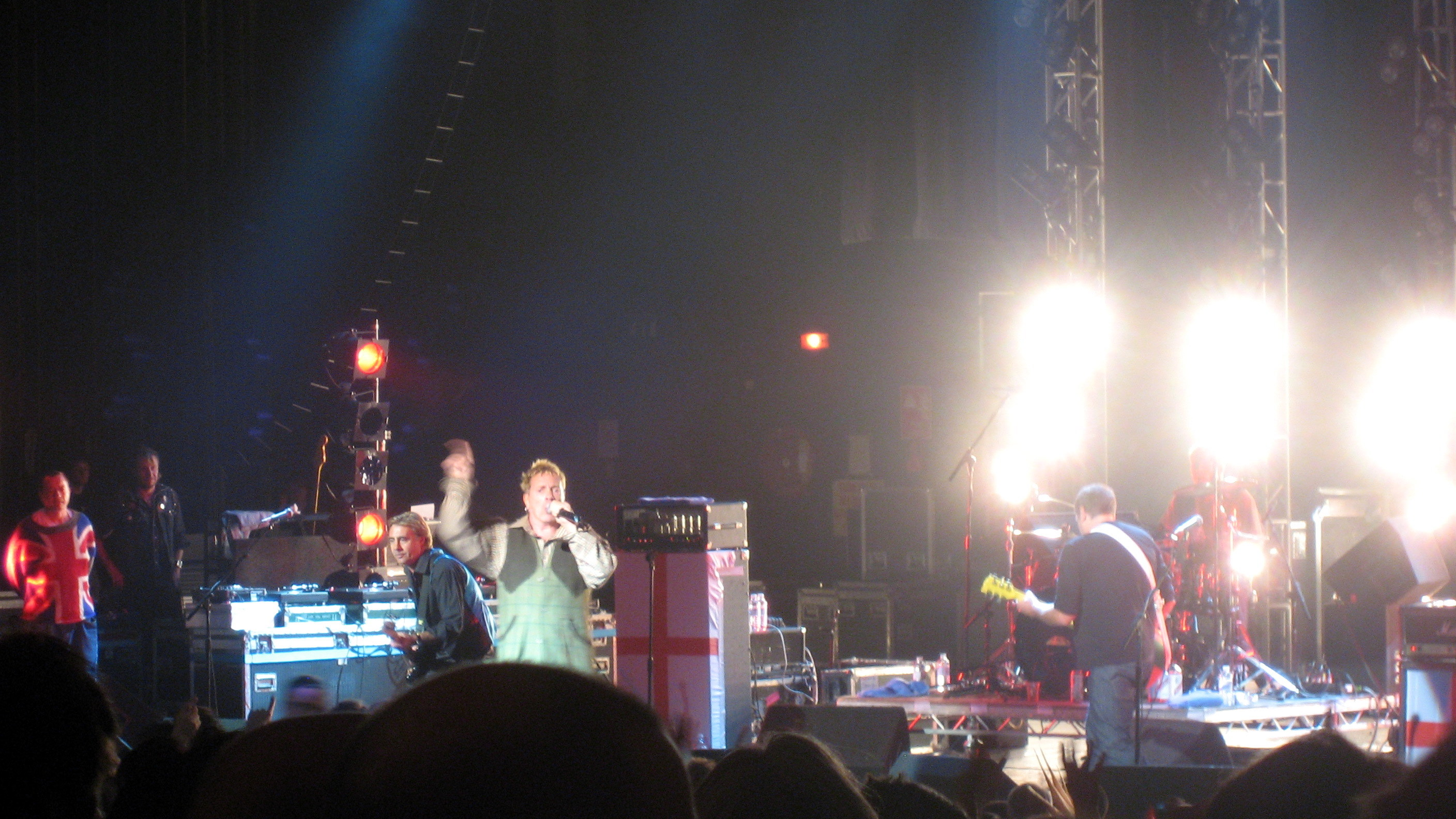
Sex Pistols var ett av många band då punkrocken slog igenom vid decenniets slut.

1970-talet, eller i vardagligt tal 70-talet, var ett årtionde mellan den 1 januari 1970 och 31 december 1979. Oljekrisen 1973 och den följande lågkonjunkturen präglade decenniet, och ses ofta som en brytningstid mellan industrisamhälle och tjänstesamhälle. Vänsterrörelsen var stark i många länder och en annan rörelse som växte sig stark var miljörörelsen, samtidigt som andra vågens feminism kulminerade. Perioden 1965-1975 har kallats det "röda årtiondet" och sammanfaller i Sverige med miljonprogrammet och i Kina kulturrevolutionen (1966-1976).
Inom populärmusiken var disco populärt. Svenska Abba och australiska The Bee Gees var två stora popgrupper. Punkrocken var en ny stil inom rockmusik, som protesterade mot samhället. En annan proteströrelse inom musik var progg. I Norden växte sig även dansbandskulturen stark, men konkurrensen från discogenren blev hård vid decenniets slut.

## Händelser

### Större händelser
- 12-13 maj 1971 - Almstriden i Stockholm i Sverige äger rum.
- Januari 1973 - USA drar sig ur Vietnamkriget.
- 11 september 1973 - Augusto Pinochet tar makten i Chile vid en militärkupp.
- Oktober-november 1973 - Oljekrisen gör att lågkonjunktur utbryter i världen.
- 30 april 1975 - Vietnamkriget avslutas.
- 1975 - Den första persondatorn, Altair 8800, kommer ut på marknaden.
- 19 september 1976 - Sverige får med Regeringen Fälldin I en borgerlig regering för första gången sedan 1936.
- 26 mars 1979 - Egypten och Israel sluter fred.
- 1979 - Iranska revolutionen utbryter.
- 1979 - Nästa oljekris utbryter.

### År 1970

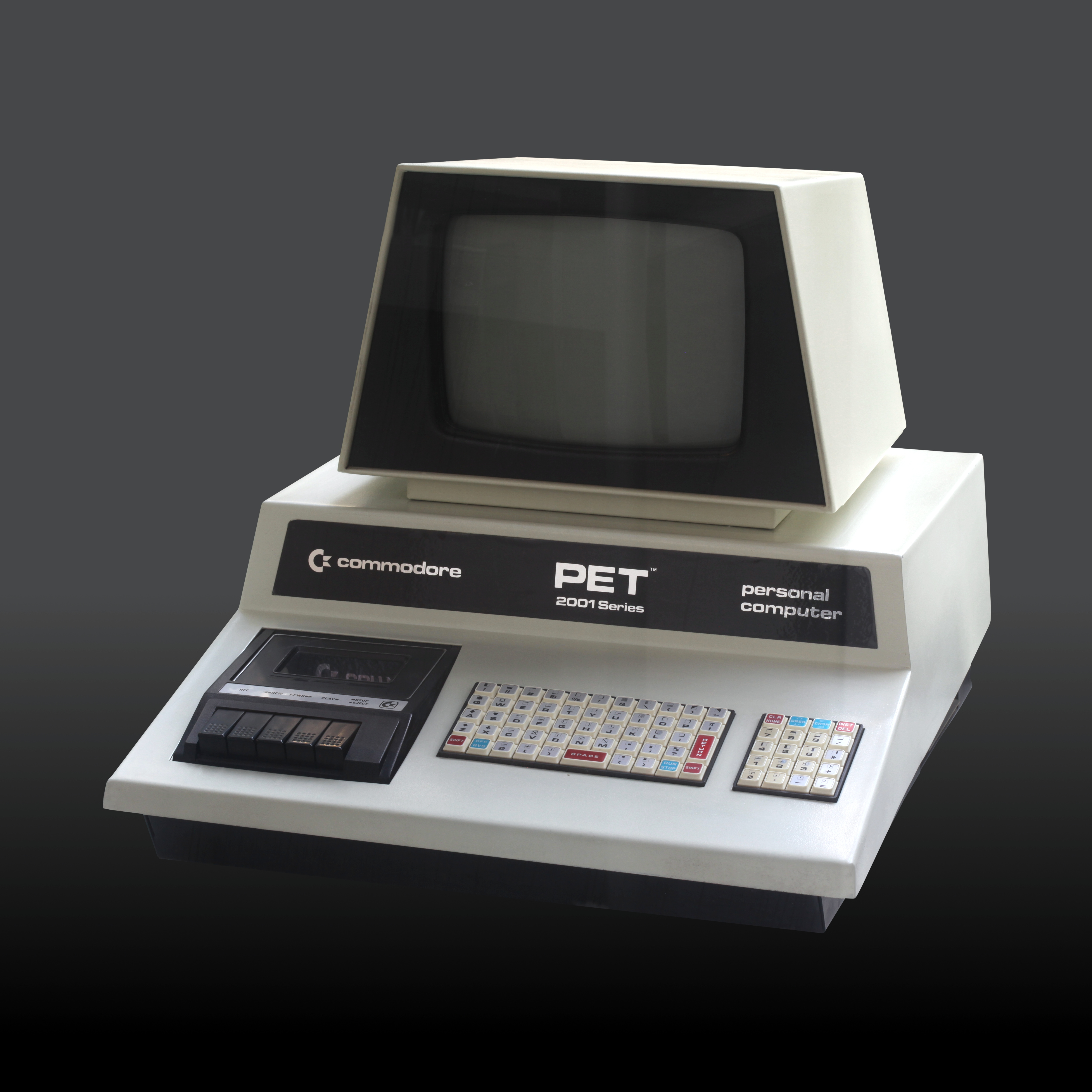
Persondator

Heroinmissbruk börjar runt denna tid bli ett stort problem i Världen.

- 11 februari – Japan blir det fjärde landet att skicka upp en satellit i omloppsbana runt jorden.
- 1 april – Sveriges Radio-TV börjar sända i färg över hela Sverige.
- 10 april – The Beatles splittras.
- 30 april–30 juni – USA skickar soldater till Kambodja för att köra ut kommunisterna, då FNL och Nordvietnam använder Kambodja som bas för angrepp på Sydvietnam samt USA:s soldater i Indokinakonflikten. Målet är att sära tillbakadragandet av amerikanska soldater från Sydvietnam.
- 4 maj – Ohios nationalgarde skjuter mot studenter som protesterar mot USA:s invasion av Kambodja vid Kent State University. Fyra studenter dödas.
- 1 juni – 67 000 personer omkommer och flera städer läggs i ruiner vid en jordbävning i Peru.
- 21 juni – Brasilien besegrar Italien med 4-1 vid VM-finalen i fotboll i Mexico City.
- 21 juli – Assuandammen i Egypten står färdig.

### År 1971
- 1 januari - Den nya svenska gymnasieskolan tillkommer genom sammanslagning av fackskolan, yrkesskolan och gymnasiet.
- 2 januari – En lag i USA träder i kraft och förbjuder radio och TV att göra reklam för cigaretter.[2]
- 5 februari - All persontrafik med tåg på SJ stoppas efter en strejk bland tågledarna i Sverige. SACO och SR:s strejk utvidgas med lockout. Konflikten lamslår svensk tågtrafik och berör lärare för 700 000 svenska skolelever.
- 1 mars – Fyra personer skjuts ihjäl under en förberedande förhandling i Sydöstra Hälsinglands tingshus i Söderhamn, de så kallade tingshusmorden.
- 17 april – Vid inbördeskriget i Pakistan angriper armén utbrytarna i Östpakistan, som utropat sig till självständig stat som Bangladesh, och hundratusentals människor flyr.
- 11–12 maj – Polis drabbar i Kungsträdgården i Stockholm samman i slagsmål med demonstranter. Demonstranterna vinner kampen. Det hela är känt som Almstriden, eftersom demonstranterna protesterar mot fällningen av några almar, som ska bereda plats för en tunnelbanenedgång enligt myndigheternas beslut. Till slut räddas dock almarna kvar.
- 1 september – BRIS bildas i Sverige av författaren Gunnel Linde och journalisten Berit Hedeby efter att en treårig flicka blivit misshandlad till döds av sin styvfar tidigare under året.[3]

### År 1972

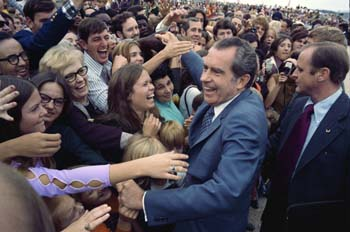
Watergateaffären

- 26 januari – 27 personer omkommer då JAT Flight 367, på väg från Stockholm till Zagreb, kraschar vid orten Srbská Kamenice i Tjeckoslovakien efter att en bomb detonerat ombord. Kroatiska separatister, med koppling till Ustasja, tar på sig dådet. En 28:e person, flygvärdinnan Vesna Vulović, skadas allvarligt men överlever mirakulöst fallet på över 10 000 meters höjd.
- 21 februari – USA:s president Richard Nixon inleder ett veckolångt besök i Kina och får för första gången träffa Mao Zedong.
- 22 maj – USA:s president Richard Nixon besöker som förste amerikanska president Sovjetunionen, vilket ses som en viktig del i 1970-talets avspänningspolitik mellan stormakterna. Där undertecknar han tillsammans med Leonid Brezjnev SALT-avtalet som begränsar kapprustning.
- 19 juni – Watergateinbrottet.
- 5 september – 16 personer dödas då palestinska terrorister anfaller israeliska idrottare under olympiska sommarspelen i München.
- 15 september – Tre kroater kapar ett svenskt inrikesflygplan och tvingar ner det i Malmö. Kaparna kräver att sju fångar, bland andra den jugoslaviske ambassadörens mördare skall friges och föras till flygplanet. Sveriges regering tillmötesgår kravet, och då alla passagerare släppts oskadda flygs planet mot Madrid med kapare och fängelseinterner inuti.
- 26 september – Norge röstar med drygt 53 % emot medlemskap i EG.
- 30 september – Ölandsbron över Kalmarsund invigs av Sveriges kronprins Carl Gustaf. Bron är 1972, med sina 6 070 meter, Sveriges och Europas längsta bro. Över 50 000 personer följer invigningen.
- 5 november – Republikanen Richard Nixon besegrar demokraten George McGovern vid presidentvalet i USA.
- 3 december – Nybyggda Sturups flygplats i Malmö öppnas för trafik.
- 23 december – Sveriges statsminister Olof Palme fördömer i ett tal USA:s upptrappade flygbombningar av civila mål i Nordvietnam, vilket skakar de redan kärva svensk-amerikanska relationerna. Olof Palme jämför bombningarna med diverse politiska våldsdåd i historien, och USA bryter de diplomatiska förhållandena med Sverige.

### År 1973

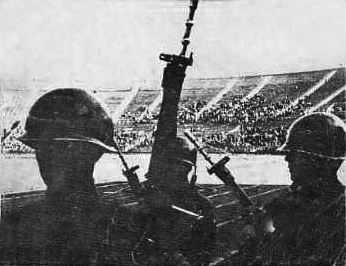
Statskupp i Chile.

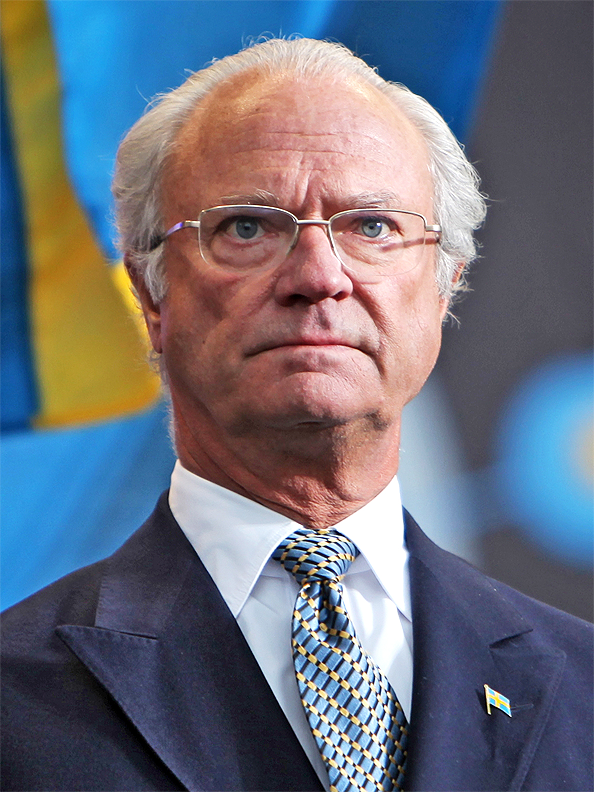
Carl XVI Gustaf ny kung i Sverige (foto från 2009).

- 27 januari – I Paris undertecknas ett avtal om vapenstillestånd i Indokinakonflikten efter långa förhandlingar ledda av Le Duc Tho från Nordvietnam och Henry Kissinger från USA.
- 4 april – World Trade Center i New York invigs.
- 18 april – USA:s president Richard Nixon medger att Watergateinbrottet kan ha planlagts och planerats av kretsar i Vita huset.
- 11 september – En militärjunta, ledd av Augusto Pinochet, störtar Chiles president Salvador Allende i en blodig statskupp.
- 15 september – Kung Gustaf VI Adolf av Sverige dör och efterträds av sin sonson Carl XVI Gustaf.
- 6 oktober – Fullt krig utbryter i Sinaiöknen och på Golanhöjderna när Egypten anfaller Israel, mitt under Jom Kippur.
- 17 oktober – Vid ett ministermöte i Kuwait beslutar 10 OPEC-medlemmar att skära ner oljeproduktionen kraftigt till dess att Israel lämnar ockuperade områden. Detta blir starten för den första oljekrisen i industriländerna, och den högkonjunktur som varat under efterkrigstiden ersätts av en lågkonjunktur under resten av 1970-talet och några år in på 1980-talet.

### År 1974

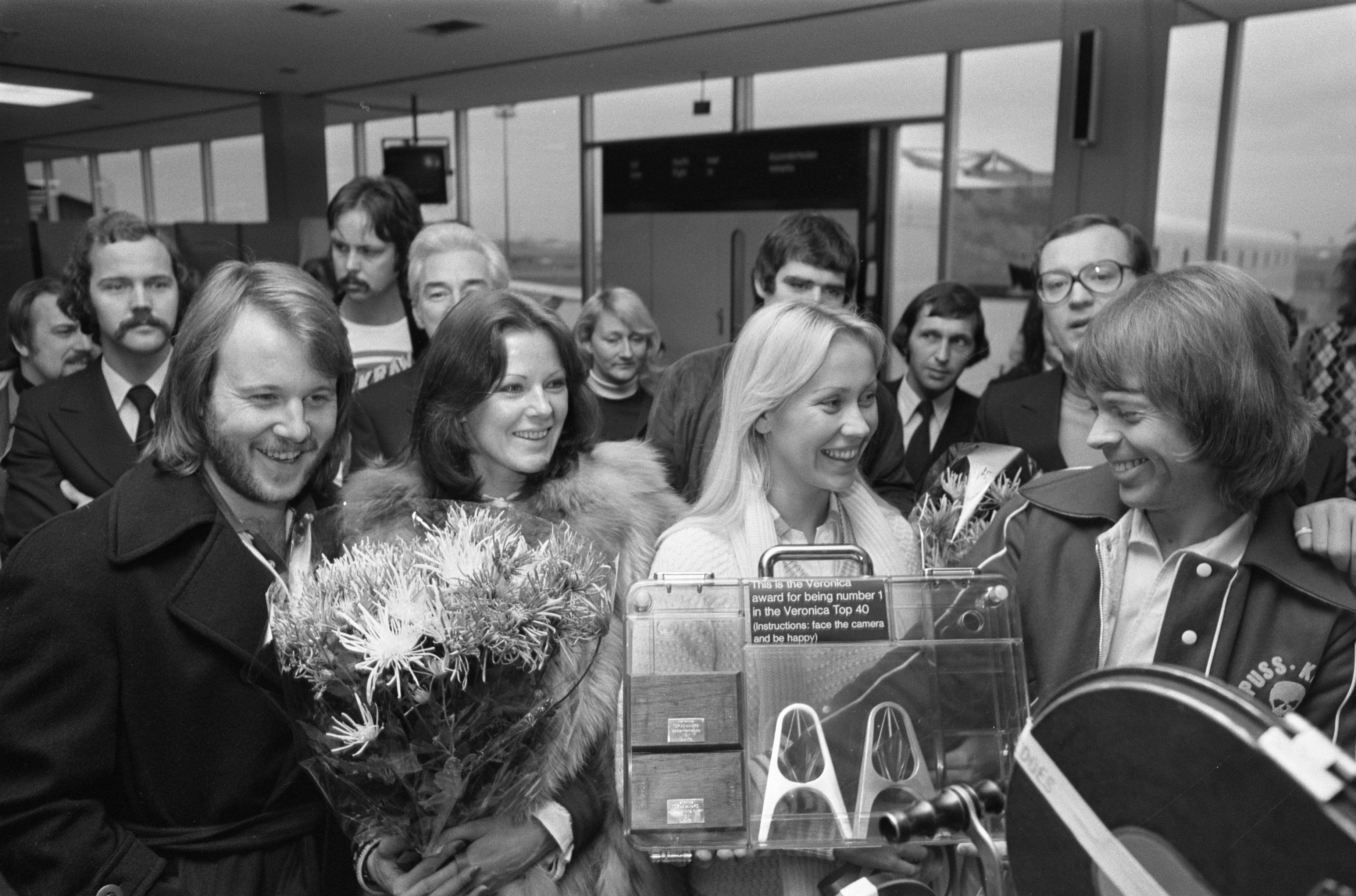
Abba.

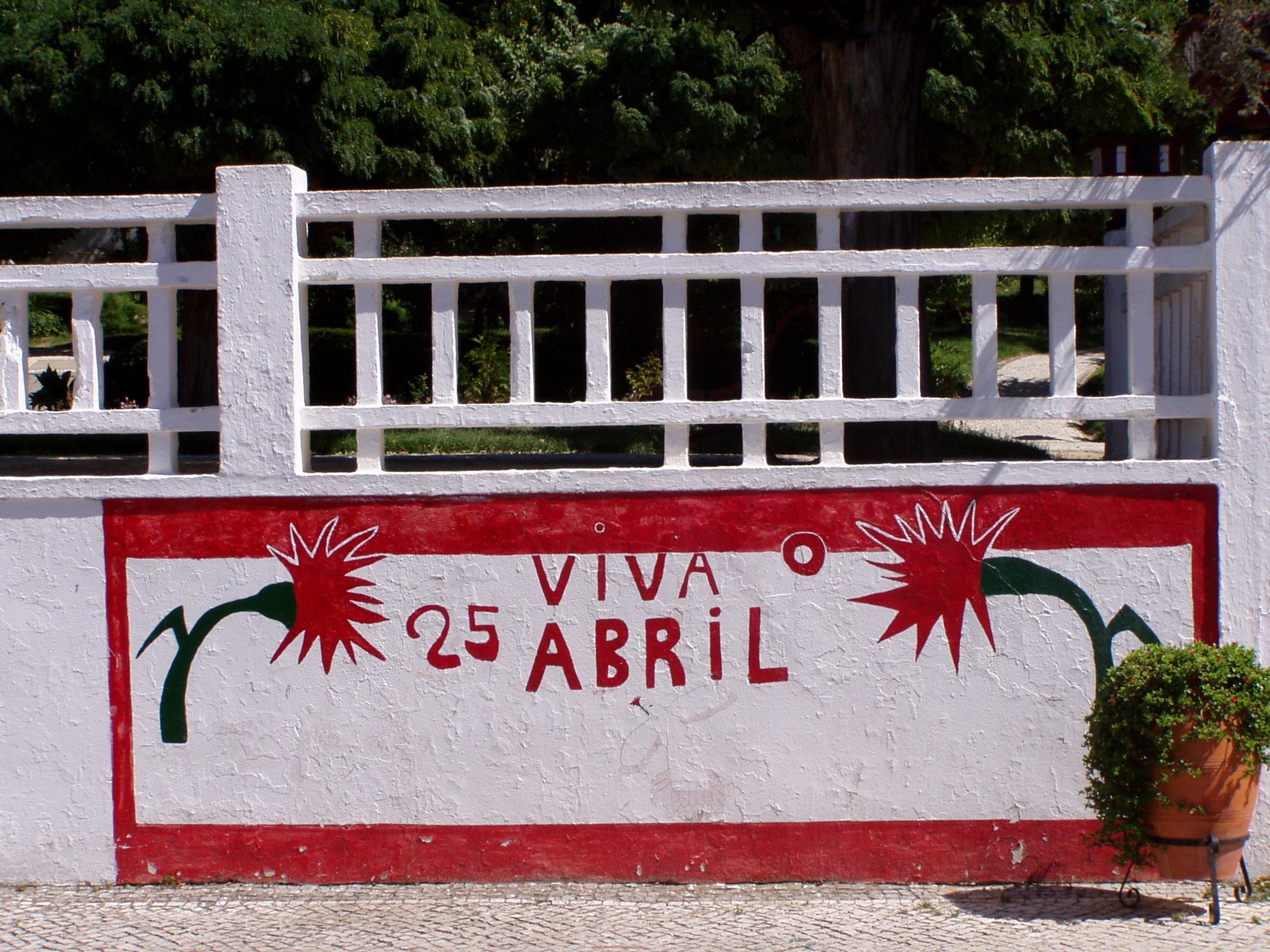
Nejlikerevolutionen.

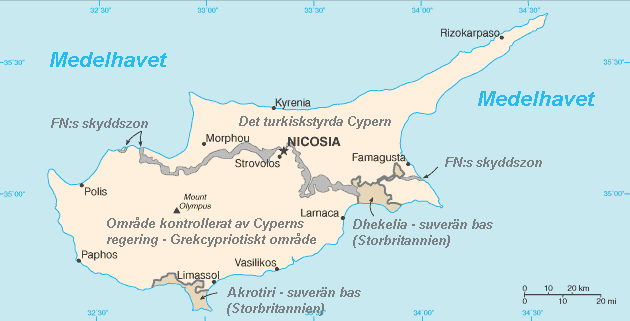
Cypernkrisen.

- 27 februari – Sveriges riksdag antar den nya svenska regeringsformen (RF) och riksdagsordningen (RO) där kungen enbart får ceremoniella uppgifter, och rösträtten sänks till 18 år. Antalet ledamöter i Sveriges riksdag skall minskas från 350 till 349.
- 6 april – Abba:s låt Waterloo vinner Eurovision Song Contest för Sverige i Brighton.
- 25 april – En oblodig militärkupp i Portugal gör slut på drygt 40 års diktatur.
- 15 maj – Ma'alot-massakern äger rum i Israel, israelisk militär stormar en skola som ockuperas av palestinier. 21 barn och tre gerillamän dödas.
- 29 maj – Sveriges riksdag antar en abortlag som ger kvinnan rätt att själv bestämma om abort under havandeskapets första 12 veckor.
- 7 juli – Västtyskland vinner med 2–1 mot Nederländerna vid VM-finalen i fotboll inför 75 000 åskådare på Olympiastadion i München.
- 15 juli – Greklands nationalgarde genomför en militärkupp på Cypern och president Makarios störtas, Cypernkrisen.
- 20 juli – Turkiets militär invaderar norra Cypern.
- 8 augusti – Richard Nixon avgår som USA:s president då det kommit fram att han ljugit om sin roll i Watergateaffären och aktivt försökt dölja brottet.
- 30 september – Muhammad Ali, USA besegrar George Foreman, USA i Kinshasa och återtar världsmästartiteln i tungviktsboxning.

### År 1975
- Januari – Datorn Altair 8800 släpps och startar mikrodatorrevolutionen.
- 1 januari -  Den nya svenska regeringsformen träder i kraft. Kungens roll blir symbolisk. Kommunernas rätt till självstyre och beskattning grundlagsfästs. Regeringsformen omfattar 13 kapitel med grundläggande bestämmelser om Sveriges statsskick. Här fastslås, att all offentlig makt utgår från folket, att folkstyrelsen bygger på fri åsiktsbildning och att alla människor är lika inför lagen och har lika rösträtt.
- 3 januari – Den svenska rösträttsåldern sänks från 20 till 18 år
- 13 februari – Turkcyprioternas ledare Rauf Denktash utropar en separat turkcypriotisk stat inom den cypriotiska federationen.
- 17 april – Röda khmererna tågar in i Phnom Penh.
- 24 april – Övervåningen på Västtysklands ambassad i Stockholm sprängs av ockuperande terrorister ur den västtyska Baader-Meinhof-ligan, och sammanlagt dödas fyra personer. Ockupanterna är sex stycken, och kräver att 26 terrorister ur deras egen organisation som sitter fängslade i Västtyskland skall friges. När västtyska regeringen vägrar skjuter de två ur gisslan, övriga i gisslan räddas ur eldhavet, och fyra terrorister överlever. Bland gisslan finns ambassadören. Ockupationen avbryts när terroristernas egna sprängladdningar exploderar.
- 30 april – Sydvietnams huvudstad Saigon faller till FNL efter ett nordvietnamesiskt anfall. USA:s sista soldater ger sig av, och kriget upphör. USA:s president Gerald Ford meddelar att en styrka på 70 helikoptrar och 865 marinsoldater evakuerat över 1 400 amerikanska medborgare och 5 500 tredje land-medborgare och sydvietnameser från landningszonerna vid USA:s ambassad i Saigon och Tan Son Nhat-flygfältet.
- 16 maj – Japanskan Junko Tabei når som första kvinna toppen av Mount Everest.
- 27 maj – Den kärnkraftspolitiska debatten börjar på allvar när socialdemokrater och moderater driver igenom ett beslut i Sveriges riksdag om att bygga ut två reaktorer till, 11 reaktorer har redan beslutats.
- 12 juni – Indiens premiärminister Indira Gandhi förklaras skyldig till korruption, och svarar med att införa undantagstillstånd.
- 27 september – Cirka 10 000 personer demonstrerar i Stockholm mot att fem medlemmar ur baskiska separatiströrelsen ETA avrättats i Spanien, dömda för polismord. Olof Palme kallar Francisco Francos regim för "Satans mördare", och Sveriges Spanien-ambassadör kallas hem.

### År 1976

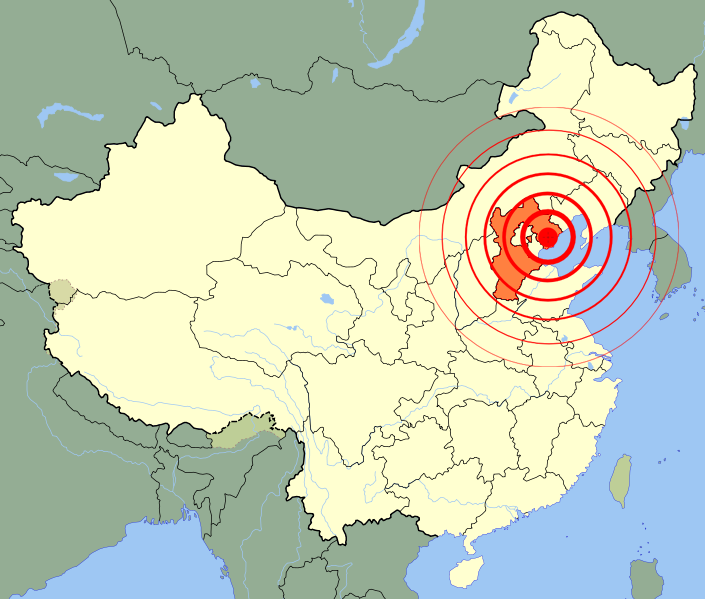
Jordbävningen i Tangshan 1976.

- 30 januari – Ingmar Bergman hämtas av svensk polis på Dramaten misstänkt för skattebrott. Åtalet, som snart läggs ner, utlöser debatt om det svenska skattesystemet och rättssäkerheten.
- 31 januari – Jordens befolkning når 4 miljarderstrecket.
- 4 februari – 22 000 personer omkommer och över 2 miljoner blir hemlösa vid ett jordskalv i Guatemala.
- 24 mars – En militärjunta i Argentina störtar president Isabel Perón och griper makten. General Jorge Videla utses till ny president.
- 1 april – Apple Computer startas av Steve Jobs och Steve Wozniak.
- Maj – "Bordellmamman" Doris Hopp grips av polis i Stockholm, och det rättsliga efterspelet kommer av media att betecknas "bordellhärvan".
- 19 juni – Carl XVI Gustaf gifter sig i Storkyrkan i Stockholm med Silvia Sommerlath, som blir Sveriges nya drottning. De träffades under olympiska sommarspelen 1972 i München, där Silvia var olympisk värdinna.
- 24 juni – Nord- och Sydvietnam förenas i ett enat Vietnam, med Hanoi som huvudstad.
- 1 juli – Den svenska pensionsåldern sänks från 67 till 65 år enligt beslut i Sveriges riksdag 1974, men man inför också rörlig pensionsålder. Detta efter en uppgörelse mellan Socialdemokraterna och Folkpartiet 1974.
- 3 juli – Björn Borg vinner, som förste svensk, herrsingeln i Wimbledonmästerskapen. I finalen förlorar rumänen Ilie Nastase med 3-0 i set.
- 4 juli – USA firar 200-årsjubileet av självständighetsdeklarationen 1776.
- 10 juli – En kemisk fabrik i Seveso utanför Milano släppte ut ett giftgasmoln som dödar växter och djur inom en trekilometersradie och orsakade allvarliga hudskador hos människor. TCDD sprids i och kring staden och 4 000 personer uppmanas att avstå från att skaffa barn, gravida erbjuds abort.
- 28 juli – 225 000 personer omkommer vid ett jordskalv i Kina som varar ett par veckor.
- 19 september - SAP förlorar riksdagsvalet i Sverige efter 40 år. Skiftet i röstetalet är mycket litet. Kärnkraften, till vilken Centerpartiet är negativa, är en dominerande fråga. Antalet mandat minskas från 350 till 349 för att i framtiden förhindra dödläge mellan blocken. SAP och VPK går tillbaka med 1,3 %.
- 2 november – Demokraten Jimmy Carter, guvernör i Georgia, besegrar republikanen Gerald Ford vid Presidentvalet i USA.
- 18 december – Dragshowen After Dark har premiär på krogen Dambergs i Stockholm.

### År 1977

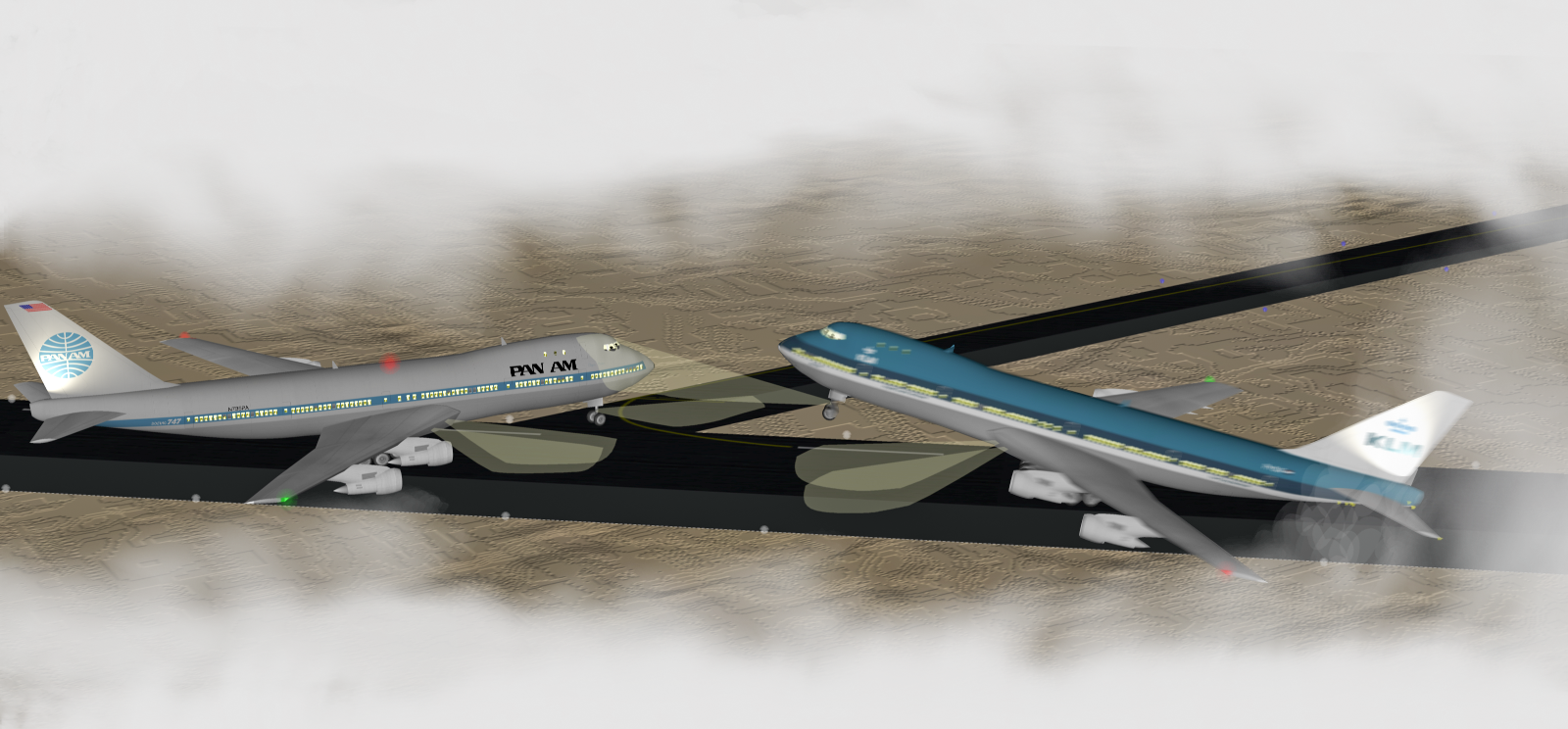
Flygolyckan på Teneriffa.

- 4 mars – Omkring 1 700 personer omkommer och 11 400 skadas vid en jordbävning i Vrancea, Rumänien.
- 20 mars – Indiens premiärminister Indira Gandhi tvingas avgå efter elva år, då Kongresspartiet lidit ett valnederlag.
  - Två Boeing 747 kolliderar på startbanan på den spanska ön Teneriffa och åstadkommer världens dittills värsta flygkatastrof med 583 omkomna.
- 4 april – 30 personer i en västtysk terrorliga med kopplingar till Röda armé-fraktionen grips av svensk polis, misstänkta för att ha planerat att kidnappa förra svenska statsrådet Anna-Greta Leijon.
- 23 maj – Sydmoluckanska terrorister tar 110 personer som gisslan på en skola i byn Bovensmilde i nordöstra Nederländerna, samtidigt som flera terrorister kapar ett tåg i den närliggande byn Glimmen och tar ytterligare 50 personer som gisslan. Båda gisslandramerna varar i 20 dagar, tills militären ingriper den 11 juni. 2 personer ur gisslan och 6 terrorister dödas under fritagningen.
- 25 maj – Science fiction-filmen Stjärnornas krig har premiär, och blir en av de populäraste filmerna i filmhistorien.
- 14 juli – Sveriges drottning Silvia föder en dotter som får namnet Victoria. Hon väger vid födseln 3 250 gram, och är 50 centimeter lång.
- 16 augusti – Elvis Presley dör.
- 1 oktober - Storflygplatsen Landvetter utanför Göteborg invigs och ersätter Torslanda flygfält.
- 13 oktober – Lufthansa Flight 181, på väg från Palma de Mallorca till Frankfurt, kapas av medlemmar ur Folkfronten för Palestinas befrielse. Efter att ha landat på Mogadishus flygplats i Somalia fem dygn senare stormas planet av västtyska styrkor som fritar samtliga 86 passagerare. Tre av fyra kapare samt piloten dödas.
- 30 november – Villaområdet Tuve på Hisingen drabbas av ett jordskred som gör 436 personer hemlösa när ett 27 hektar stort område glider ner mot Kvillebäcken och 65 bostäder förstörs. Nio personer omkommer.

### År 1978

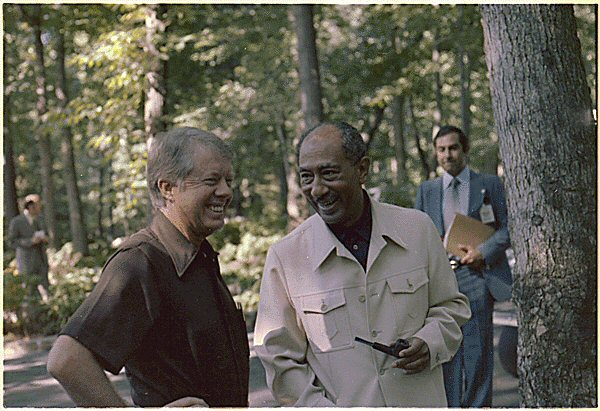
Camp David-avtalen.

- 25 februari – Åtta turister fryser ihjäl under en snöstorm i Jämtlandsfjällen.
- 10 juni – 20 personer på en studentfest – de flesta ungdomar – omkommer i branden på stadshotellet i Borås under en fest på en dansrestaurang i hotellet.
- 28 juli – HBT-rörelsens symbol regnbågsflaggan visas för första gången offentligt under San Francisco Pride.
- 11 september - Svenske F1 föraren Ronnie Petersson avlider i sviterna efter en krasch i Italienska Grand Prix på Monza dagen innan.
- 17 september – Ett fredsavtal sluts mellan Israel och Egypten i Camp David, under ledning av USA:s president Jimmy Carter och undertecknas av Menachem Begin och Anwar Sadat.
- 1 oktober – Vietnam anfaller Kambodja.
- 5 oktober - Den borgerliga svenska trepartiregeringen faller på kärnkraftsfrågan. Thorbjörn Fälldin avgår som Sveriges statsminister då en svensk borgerlig regering för första gången sedan 1936 faller. Centern har i frågan krävt en folkomröstning.
- 16 oktober – Sedan Johannes Paulus I har avlidit den 28 september väljs polske kardinalen Karol Józef Wojtyła till påve och tar namnet Johannes Paulus II.

### År 1979

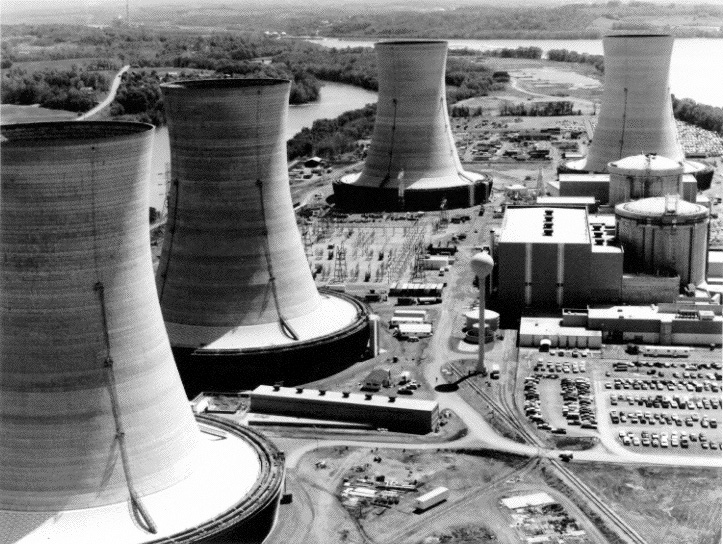
Kärnkraftverket Three Mile Island (Harrisburgolyckan.

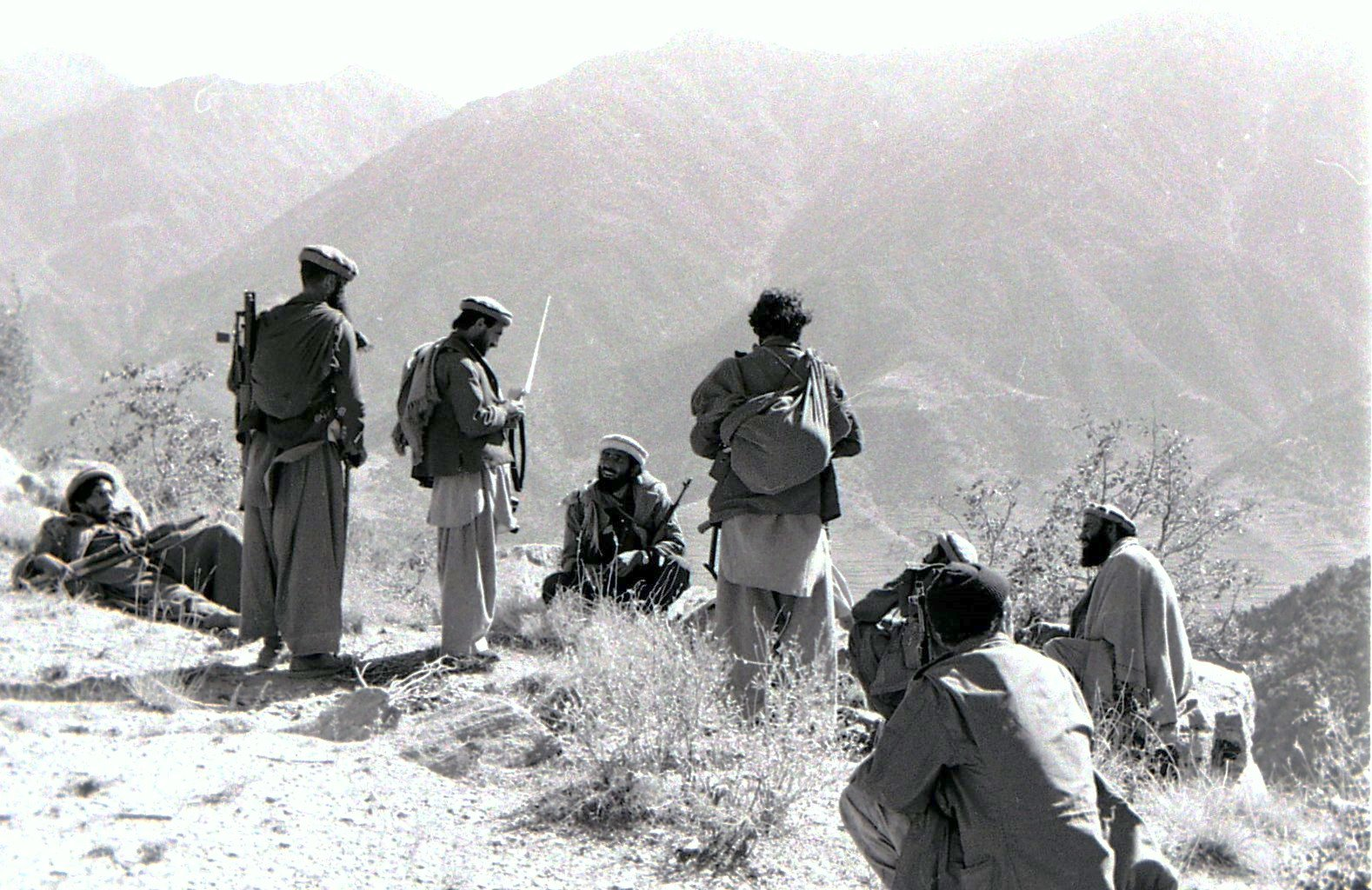
Afghansk-sovjetiska kriget.

- 1 januari – USA och Folkrepubliken Kina upprättar diplomatiska relationer.
- 8 januari – Pol Pot-regimen störtas i Kampuchea (nuvarande Kambodja.)
- 26 januari – Det svenska strålskyddsinstitutet slår larm om att den cancerframkallande gasen radon kan finnas i tusentals hus.
- 22 februari – BT Kemis fabrik i Teckomatorp sprängs.
- 12 mars – Sveriges Radio-TV lanserar text-TV.
- 28 mars – En kärnreaktor i kärnkraftverket Three Mile Island i Harrisburg i delstaten Pennsylvania i USA havererar. Tusentals personer evakueras tillfälligt.
- 4 maj – Margaret Thatcher blir premiärminister i Storbritannien, och Europas första kvinnliga regeringschef. (efter valet 3 maj).
- 1 juli
  - Sverige förbjuder barnaga helt.
  - Sverige förbjuder reklam för vin, sprit och starköl.
- Augusti–september – Orkanen David drabbar östra Karibien och USA.
- 16 september – De borgerliga vinner det svenska riksdagsvalet med ett mandat (175-174). Moderaterna ökar med 18 mandat medan Centern förlorar 22.
- 4 november – Revolutionsgardister ockuperar USA:s ambassad i Teheran, Iran och tar ambassadpersonalen som gisslan. Totalt 80 personer tas tillfånga.
- 24 december – Sovjetunionen invaderar Afghanistan, vilket fördöms av en enig svensk opinion.
- 27 december – Sovjetiska soldater intar Kabul när Sovjetunionens för första gången efter andra världskriget går in i ett land utanför Warszawapaktsblocket. Kalla kriget får en "nystart" med "80-talskrisen"

## Trender
- Lågkonjunktur med hög arbetslöshet och hög inflation på samma gång,[4] så kallad stagflation.
- Tågluffanders storhetstid i Sverige.[5]

## Födda
- Billie Joe Armstrong, sångare och gitarrist i Green Day
- Gerard Way, sångare i My Chemical Romance
- Ronaldo, brasiliansk fotbollsspelare.
- Shakira, colombiansk sångare
- David Beckham, engelsk fotbollsspelare och modell.
- Joakim Berg, låtskrivare och sångare i Kent.
- Pernilla Wiberg, alpin skidåkare.
- Mats Sundin, ishockeyspelare
- Lance Armstrong, amerikansk cyklist.
- Eminem, amerikansk rappare
- Peter Forsberg, ishockeyspelare
- Maria Wetterstrand, svensk politiker, språkrör för Miljöpartiet 2002-2011.
- Robbie Williams, brittisk sångare.
- Alanis Morissette, kanadensisk sångare.
- Drew Barrymore, amerikansk skådespelare.
- Zinedine Zidane, fransk fotbollslegendar.
- Tiger Woods, amerikansk golfare.
- Reese Witherspoon, amerikansk skådespelare.
- Stefan Holm, svensk höjdhoppare.
- Kajsa Bergqvist, svensk höjdhoppare.
- Victoria, svensk kronprinsessa.
- Seth MacFarlane, amerikansk animatör, röstskådespelare, manusförfattare och producent.
- Jennifer Love Hewitt, amerikansk skådespelare.
- Robyn, svensk sångare.
- Maja Ivarsson, sångare i The Sounds
- John Frusciante, musiker, gitarrist i Red Hot Chili Peppers.
- Håkan Hellström, svensk musiker och artist.
- Matt Stone, amerikansk regissör, manusförfattare, producent, musiker, skådespelare och röstskådespelare.
- Emilie Autumn, amerikansk sångare, låtskrivare, violinist och poet.
- Selma Blair, amerikansk skådespelare.
- Ashton Kutcher, amerikansk skådespelare
- Christopher Nolan, amerikansk filmregissör och manusförfattare

## Musikprofiler
| - Abba - Aerosmith - AC/DC - Alice Cooper - Lynn Anderson - Black Sabbath - Blondie - David Bowie - The Clash - Creedence Clearwater Revival - Deep Purple - The Eagles - Electric Light Orchestra (ELO) - Gasolin - Kiss - Led Zeppelin - Ulf Lundell - Bob Marley - Genesis - Nationalteatern - Eric Clapton - Chic (musikgrupp) | - Nazareth - Olivia Newton-John - Dolly Parton - Pink Floyd - Queen - Ramones - Patti Smith - The Rolling Stones - Slade - Steppenwolf - Status Quo - Sex Pistols - The Sweet - Magnus Uggla - Village People - The Who - Lynyrd Skynyrd - Janis Joplin - Bruce Springsteen - Thin Lizzy - Rainbow (musikgrupp) - Earth, Wind & Fire |

## Avlidna
- 1970 - Janis Joplin, amerikansk rocksångerska.
- 1970 - Jimi Hendrix, amerikansk gitarristlegend.
- 1970 - Charles de Gaulle, Under Andra Världskriget ledare för det Fria Frankrike, senare president.
- 1971 - Jim Morrison, sångare i the Doors.
- 1971 - Louis Armstrong, amerikansk jazzmusiker från New Orleans.
- 1971 - Nikita Chrusjtjov, tidigare ledare över Sovjetunionen.
- 1971 - Julia Cæsar, svensk skådespelerska, var med i omkring 100 långfilmer.
- 1971 - Igor Stravinskij, tonsättare, pianist och dirigent.
- 1972 - Harry S. Truman, tidigare president i USA, den enda president som någonsin låtit använda kärnvapen i krig.
- 1972 - J. Edgar Hoover, legendarisk FBI-chef (utnämnd på livstid)
- 1972- Sibylla av Sachsen-Coburg-Gotha,svensk prinsessa landets första dam 1965-1972 gift med prins Gustaf Adolf (1906-1947) mor till kung Carl XVI Gustaf
- 1973 - Salvador Allende, Chiles president fram till militärkuppen.
- 1973 - Pablo Picasso, spansk konstnär.
- 1973 - Vilhelm Moberg, svensk proletärförfattare (självmord genom dränkning i en sjö).
- 1973 - J.R.R. Tolkien, brittisk författare, skrev Sagan om Ringen.
- 1973 - Gustaf VI Adolf, Konung av Sverige.
- 1973 - Lyndon B. Johnson, USA:s president nov 1963- jan 1969, vicepresident under JF Kennedy
- 1974 - Pär Lagerkvist, svensk författare.
- 1975 - Francisco Franco, falangistisk-fascistisk diktator av Spanien.
- 1976 - Agatha Christie, brittisk deckarförfattare.
- 1976 - Evert Taube, svensk visdiktare.
- 1976 - Eyvind Johnson, författare.
- 1976 - Mao Zedong, den kommunistiska landsfadern i Kina.
- 1977 - Ernst Wigforss, socialdemokratisk politiker.
- 1977 - Elvis Presley, the King of Rock n' Roll.
- 1977 - Marc Bolan, the king of Glamrock
- 1977 - Charlie Chaplin, brittisk stumfilmskomiker.
- 1977 - Ronnie Van Zant, sångare i bandet Lynyrd Skynyrd, dog i flygplansolycka
- 1978 - Harry Martinson, författare och diktare.
- 1978 - Keith Moon, legend inom rockmusiken som trummis för The Who.
- 1978 - Ronnie Pettersson, svensk Formel 1-förare, krasch på Monzabanan i Italien
- 1978 - Golda Meir, Israelisk premiärminister 17/3 1969 – 3/6 1974. Världens tredje kvinnliga premiärminister genom tiderna
- 1979 - Sid Vicious, spelade bas i bandet Sex Pistols.
- 1979 - John Wayne, amerikansk skådespelare (många westernfilmer)